# Chantal Mouffe
Chantal Mouffe (ur. 1943 w Charleroi) – belgijska feministka i filozofka zajmująca się filozofią polityczną. Przedstawicielka postmarksizmu.

## Charakterystyka twórczości
Jej najważniejszą pracą jest napisana wspólnie z Ernestem Laclauem Hegemonia i strategia socjalistyczna (1985). Książka ta nawiązuje do stworzonej przez Antonia Gramsciego teorii hegemonii, rozwijając ją w duchu poststrukturalistycznym jako teorię dyskursu. Autorzy krytykują marksistowski determinizm ekonomiczny, wskazując na autonomiczne znaczenie wymiaru politycznego. Argumentują, że walka klasowa jest tylko jedną z wielu form społecznego antagonizmu, a celem lewicy nie powinna być budowa socjalizmu, lecz przekształcenie liberalnej demokracji w demokrację radykalną. Proponują oparcie strategii lewicowej na „demokratycznej praktyce hegemonii”, w której postulaty różnych ruchów społecznych nie są już podporządkowane jednemu wspólnemu celowi, lecz są traktowane jako równoważne.
W późniejszych pracach Mouffe pozostaje krytyczna wobec demokracji opartej na dominacji neoliberalnego konsensusu i niedającej obywatelom realnego wyboru. Opowiada się za przywróceniem agonicznego wymiaru współczesnej polityce. Nawiązując do teorii Carla Schmitta, według którego polityczność opiera się na różnicy przyjaciel/wróg, dowodzi, że sytuacja ta prowadzi do zastąpienia polityki przez moralność, a reakcją na to jest prawicowy populizm.